# Humulus
Genre
Synonymes
- Humulopsis Grudz., 1988[2]
- Lupulus Mill., 1754[2]
- Waldensia Lavy, 1830[2]

Humulus est un genre de plantes à fleurs de la famille des Cannabacées. Ce sont des plantes herbacées dont l'espèce la plus connue est le Houblon (Humulus lupulus).

## Description
Ce sont des herbacées, annuelles ou vivaces, rampantes, dioïques, à racines pivotantes ou rhizomateuses, s'enroulant vers la droite. Les tiges sont généralement ramifiées, armées de poils qui facilitent l'escalade de ces plantes grimpantes. Les feuilles sont simples, opposées, à pétioles souvent sinueux, munis de poils à deux ramifications. Le limbe foliaire est le plus souvent cordiforme, à lobes palmés, parfois non lobé.
Les inflorescences mâles sont axillaires et terminales, à panicules en cyme, dressées à pendantes, portant de 10 jusqu'à 100 petites fleurs ou plus. Les inflorescences femelles sont axillaires, en épis ou racèmes, à fleurs solitaires ou jumelées, sur pédicelles courts, sous-tendues par des bractées et des bractéoles. Les fleurs mâles et femelles se trouvent généralement sur des plants différents. Les fruits sont des akènes enveloppés par un périanthe persistant brunâtre ou parfois tacheté.

## Liste des espèces
Selon la World Checklist of Vascular Plants :
- Humulus aculeatus Nutt., synonyme de Humulus scandens (Lour.) Merr.
- Humulus americanus Nutt., nom correct
- Humulus cordifolius Miq., nom correct
- Humulus japonicus Siebold & Zucc., synonyme de Humulus scandens (Lour.) Merr.
- Humulus lupuloides (E.Small) Tembrock, synonyme de Humulus americanus Nutt.
- Humulus lupulus L., nom correct
- Humulus neomexicanus (A.Nelson & Cockerell) Rydb., nom correct
- Humulus pubescens (E.Small) Tembrock, nom correct
- Humulus scandens (Lour.) Merr., nom correct
- Humulus volubilis Salisb., synonyme de Humulus lupulus L.
- Humulus vulgaris Gilib., synonyme de Humulus lupulus L.
- Humulus yunnanensis Hu, nom correct